# Сирота Олександр Михайлович
Олександр Михайлович Сирота (нар. 11 червня 2000, Київ, Україна) — український футболіст, захисник «Динамо» (Київ) та національної збірної України. Бронзовий призер молодіжного чемпіонату Європи 2023 у складі збірної України.

## Клубна кар'єра
Олександр Сирота є вихованцем академії «Динамо» (Київ). Виступав за столичну команду в першості Дитячо-юнацької футбольної ліги України. 
У складі юнацької команди київського «Динамо» дебютував в чемпіонаті України U-19 5 серпня 2017 року у виїзному поєдинку проти «Олександрії», який закінчився розгромом суперників — 4:0. Свій перший гол в юніорській першості країни забив 4 листопада того ж року у домашній грі з кам'янською «Сталлю» (4:1). За підсумками сезону 2017/18 років, взявши участь у 23 зустрічах, став чемпіоном України U-19, повторивши це досягнення і в наступному сезоні. Також у сезоні 2018/19 став залучатись до складу молодіжної команди до 21 року, з якою теж став чемпіоном України.
4 червня 2020 року у матчі чемпіонату України проти «Шахтаря» (2:3) Сирота дебютував за першу команду «біло-синіх», відігравши увесь матч, і на 66-й хвилині віддав гольовий пас на Карлоса Де Пену. А вже за 4 дні, 8 липня, Сирота відіграв усі 120 хвилин у фіналі Кубка України 2020 року проти полтавської «Ворскли» (1:1), в якому його команда виграла в серії пенальті та здобула цей трофей.

## Виступи за збірну
У складі збірної України (U-17) був учасником чемпіонату Європи у Хорватії в 2017 році, але на поле не виходив, а збірна України не вийшла з групи.

## Статистика

### Клубна статистика
Станом на 25 травня 2024 року
| Сезон              | Команда            | Чемпіонат          | Чемпіонат | Чемпіонат | Національний кубок | Національний кубок | Національний кубок | Континентальні кубки | Континентальні кубки | Континентальні кубки | Інші змагання | Інші змагання | Інші змагання | Усього | Усього |
| Сезон              | Команда            | Ліга               | Ігор      | Голів     | Ліга               | Ігор               | Голів              | Ліга                 | Ігор                 | Голів                | Ліга          | Ігор          | Голів         | Ігор   | Голів  |
| ------------------ | ------------------ | ------------------ | --------- | --------- | ------------------ | ------------------ | ------------------ | -------------------- | -------------------- | -------------------- | ------------- | ------------- | ------------- | ------ | ------ |
| 2019–20            | «Динамо»           | УПЛ                | 2         | 0         | КУ                 | 1                  | 0                  | ЛЧ/ЛЄ                | 0                    | 0                    | СК            | 0             | 0             | 3      | 0      |
| 2020–21            | «Динамо»           | УПЛ                | 10        | 0         | КУ                 | 2                  | 0                  | ЛЧ/ЛЄ                | 0+3                  | 0                    | СК            | 1             | 0             | 16     | 0      |
| 2021–22            | «Динамо»           | УПЛ                | 12        | 1         | КУ                 | 0                  | 0                  | ЛЧ                   | 5                    | 0                    | СК            | 1             | 0             | 18     | 1      |
| 2022–23            | «Динамо»           | УПЛ                | 19        | 1         | -                  | -                  | -                  | ЛЧ/ЛЄ                | 4+5                  | 0                    | -             | -             | -             | 28     | 1      |
| 2023–24            | «Динамо»           | УПЛ                | 15        | 0         | КУ                 | 1                  | 0                  | ЛК                   | 4                    | 0                    | —             | —             | —             | 20     | 0      |
| Всього за «Динамо» | Всього за «Динамо» | Всього за «Динамо» | 58        | 2         | —                  | 4                  | 0                  | —                    | 21                   | 0                    | —             | 2             | 0             | 85     | 2      |
| Всього за кар'єру  | Всього за кар'єру  | Всього за кар'єру  | 58        | 2         | —                  | 4                  | 0                  | —                    | 21                   | 0                    | —             | 2             | 0             | 85     | 2      |

### Матчі за збірну
Станом на 8 червня 2022 року
| Дата       | Місто   | Господарі | Результат | Гості   | Турнір                               | Голи | Примітки |
| ---------- | ------- | --------- | --------- | ------- | ------------------------------------ | ---- | -------- |
| 08-09-2021 | Пльзень | Чехія     | 1 – 1     | Україна | товариський матч                     | -    |          |
| 08-06-2022 | Дублін  | Ірландія  | 0 – 1     | Україна | Ліга націй УЄФА 2022—2023 - 1-й етап | -    |          |
| Усього     |         | Матчів    | 2         |         | Голів                                | 0    |          |

## Досягнення
- Чемпіон України: 2020/21
- Володар Кубку України: 2019/20
- Володар Суперкубка України: 2020
- Бронзовий призер молодіжного чемпіонату Європи: 2023